# 엘베그 니굴세그치 칸
엘베그 니굴세그치 칸(몽골어: ᠡᠯᠪᠡᠭ᠌
ᠨᠢᠭᠦᠯᠡᠰᠦᠭᠴᠢ
ᠬᠠᠭᠠᠨ, 한자:額勒伯克 尼古埒蘇克齊汗, 몽골어: Элбэг Нигүүлсэгч хаан, 1360년 또는 1361년, 1362년 ~ 1399년)은 몽골 제국 북원의 대칸(재위: 1394년 혹은 1393년 ~ 1399년)이다. 
휘는 보르지긴 엘베그(몽골어: ᠪᠣᠷᠵᠢᠭᠢᠨ
ᠡᠯᠪᠡᠭ᠌, 한자:孛兒只斤 額勒伯克, 몽골어: Боржигин Элбэг)이다. '엘베그'는 몽골어로 '부자', '부유함', '친절함'을 의미한다. 여기에 '니굴세그치'라는 단어를 합치면 '연민이 가득하다.'는 뜻이 된다. 티무르 제국에서 편찬된 자우하르 나마 등의 페르시아어 사료에는 الیک (Elbeg, Älbäk, alyak)로 표기하고 있다. 니굴투 카안(Нигүүлт хаан)으로도 불린다. 니굴세그치 칸은 엥크 칸의 형제 혹은 일설에는 토구스 테무르 우스칼 칸의 아들, 혹은 아유르시리다르 빌레그트 칸의 아들이라는 설이 있다. 
칸호인 니굴세그치 칸(몽골어: ᠨᠢᠭᠦᠯᠡᠰᠦᠭᠴᠢ
ᠬᠠᠭᠠᠨ, 몽골어: Нигүүлсэгч хаан)은 몽골어로 "자비로운 왕"이라는 뜻이다. 그의 가계에 대해서는 전임 엥크 칸의 동생이라는 설, 혹은 원 소종 빌레그트 칸의 아들이라는 설, 원 천원제 우스칼 칸의 아들이라는 설 등이 있다. 1393년 엥크 칸이 붕어하자 대칸으로 선출되었다. 황후는 코베군타이 대카툰이었다.
1399년에 오이라트(몽골어: ᠣᠶᠢᠷᠠᠳ, 몽골어: ойрад) 부족과 싸우다가 패배하여 전사했다. 니굴세그치 칸은 오이라트부 초로스 씨족의 수장 고하이의 제안으로 미모를 가진 자신의 제수 혹은 며느리인 올제이투 비자를 차지하려고 자신의 동생, 또는 아들인 하루구추크 두렌 테무르 홍타이지를 죽였다. 올제이투 비자는 남편의 복수를 하고자 니굴세그치 칸에게 고하이를 죽이도록 청했다. 니굴세그치 칸은 올제이투 비자의 요구대로 오이라트부 초로스 씨족의 수장을 죽이려 했고, 이에 오이라트부가 반란을 일으켜 우게치 카스카가 니굴세그치 칸을 시해했다. 일설에는 우게치 카스카가 울루그 테무르 칸 혹은 부냐시리 울제이테무르와 동일인이라는 설이 있다. 그 뒤를 군 테무르 칸( 몽골어: ᠭᠦᠨᠲᠡᠮᠦᠷ, 몽골어: Гүнтөмөр)이 이었다. 《몽골원류》와 《황금사》(알탄 톱치)에 의하면 니굴세그치 칸 엘베그는 폭군이었다.

## 생애

### 대칸 즉위 이전
보르지긴 엘베그는 1360년에 태어났으며 생일은 기록이 전하지 않아, 알 수 없다. 1361년 출생설, 1362년 출생설이 있다. 엘베그의 가계는 불분명하여, 이수데르 조리그투 칸의 아들이자 엥크 칸의 동생 혹은 형이라는 설이 있고, 이수데르 조리그투 칸의 동생 설, 토구스테무르 우스칼 칸의 아들이라는 설, 아유르시리다르 빌레그트 칸의 아들 설, 쿠빌라이 칸 가문의 다른 후손이라는 설 등이 있다. 투메드부 출신 몽골의 역사가 사강 세첸에 의하면 엘베그는 북원 평황제 토구스테무르 우스칼 카안의 아들이라 한다. 아유르시리다르 빌레그트 칸의 아들 설을 따르면 그의 어머니는 고려인 김황후가 된다. 몽골원류에 의하면 그는 토구스테무르 우스칼 칸의 아들이라 한다. 그러나 황금사에 의하면 토구스테무르 칸은 후손이 끊어졌다 하여 몽골원류와 황금사 사이에 이견이 있다.
엘베그 니굴세그치 칸의 아버지에 대해서는 여러 설이 있지만, 33세때인 1394년에 즉위했다는 기록에서 역산하면 1361년 혹은 1362년에 태어난 것으로 추정된다. 이름 엘베그는 몽골어로 부자, 부유함, 친절함을 뜻한다. 
1404년에 티무르 제국의 사마르칸트를 방문했던 카스티야 왕국의 사절 루이 곤살레스 데 클라비호(Ruy González de Clavijo)에 의하면 그는 9개의 땅의 카안을 뜻하는 도쿠즈 칸으로 불렸다 한다. 클라비호에 의하면 타타르인, 다른 몽골인들은 그를 텅스, 돼지 황제로 조롱했다는 기록을 남겼다.
엘베그의 초기 생애에 대해서는 알려진 것이 없다. 일설에는 그가 아유르시리다르 빌레그트 칸의 아들 마이다리팔라와 동일 인물이라는 설이 있다. 그가 마이다리팔라와 동일 인물이라면 1370년 응창부의 함락 시 명나라군의 포로가 되어 명나라의 수도 난징에서 유년 시절을 보낸 것이 된다. 1374년 혹은 1380년에 석방되어 몽골고원에 귀환했다.
1380년대 초 엘베그는 토구스테무르 우스칼 칸의 대명 군사 작전에 참여했다. 1387년 11월 부이르 노르(호수) 전투에서 북원군이 명군에게 참패한 이후, 명군에게 포로로 잡혀 끌려갔다. 그는 1392년까지 명나라에 억류되었다가 풀려났다.

### 북원의 대칸 즉위
1394년 엥크 칸이 붕어하자 엘베그가 몽골의 대칸위에 올랐다. 일부 기록에서는 엘베그가 엥크 칸을 암살하고 대칸위에 올랐다고 한다. 몽골원류에 의하면 1393년에 즉위했다 하고, 몽골 황금사, 황금사강에 의하면 1394년에 몽골 대칸에 즉위했다 한다. 1393년에 즉위했다면 엥크 칸 재임 중, 일부 지지자의 추대를 받아 대립 황제로 선출된 것이 된다.
이수데르 조리그투 칸은 아리크 부케 가문의 인물 혹은 토구스테무르 우스칼 칸의 아들로, 1388년 쿠빌라이 가문의 후손이었던 천원제 토구스 테무르 우스칼 칸이 명나라와의 전쟁하던 중에 패하자, 기습하여 암살하고 대칸 위를 찬탈했다. 이후 북원 사회는 원나라 귀족 및 일부 지지층의 명나라 투항과 자립, 대칸 위 계승 문제 등으로 매우 불안정한 정세에 놓여 있었다. 니굴세그치 칸의 통치 초기 몇 년 동안 그는 자비롭고 평화로운 방식으로 나라를 다스렸다. 니굴세그치는 중세 몽골어로 자비, 자비로운, 은혜로운이라는 뜻이다. 따라서 보르지긴 엘베그는 자비로운 왕, '엘베그 니굴세그치 카안'(엘베그 자비로운 칸)으로 몽골 문헌에 기술되어 있다.

### 대칸 재위
그의 통치 기간 동안 서몽골의 오이라트는 동몽골의 키야트 보르지긴 황금씨족의 권위에 공개적으로 도전하기 시작했고, 명나라는 북원의 침략을 격퇴했다. 그는 예니세이 강 상류에 있던 굴리치에게 사자를 보내 종주권을 요구했으나 굴리치는 엘베그의 사자를 죽였다. 굴리치는 뒤에 엘베그의 암살에 가담한다.
1399년 눈처럼 피부가 희고, 피처럼 뺨이 붉은 절세의 미녀를 요구했던 니굴세그치 칸은 오이라트 초로스 씨족의 고하이 태위의 권유를 받아들여 하르고초크 두구렌 테무르 홍타이지의 아내 올제이투 비자를 차지하려고 했다. 그해 겨울 어느 날 사냥을 하던 니굴세그치 칸은 눈 위에 뿌려진 토끼의 피를 보며 흰 얼굴에 뺨이 핏빛인 소녀가 있냐고 신하들에게 물었다. 이에 오이라트부의 고하이 태위가 자신이 그런 아름다운 여인을 알고 있다고 대답했다. 니굴세그치 칸은 그게 누구냐고 물었고, 고하이 태위는 칸이 그녀를 보는 것은 어렵지만 정말로 그것을 원한다면 말하겠다고 했다. 그리고 나서 하루구추크 두구렌 테무르의 아내 올제이투 비자를 지목했다. 니굴세그치 칸은 고하이 태위에게 명령하여 올제이투 비자를 데려오라고 시켰지만 올제이투 카툰은 도리에 어긋나는 일은 할 수 없다며 거부했다. 화가 난 니굴세그치 칸은 그녀의 남편 하루구추크를 매복하여 죽이고, 임신 3개월인 올제이투 비자를 무리하게 아내로 맞아 카툰으로 삼았다.
어느 날 태위 고하이는 올제이투 비자를 데리고 온 업적에 의해 승상(칭상)의 칭호를 받게 되었고, 그 칭호를 받기 위해 대칸을 기다리고 있었는데, 올제이투 카툰이 고하이 태위가 자신을 겁탈하려 했다고 호소했다. 올제이투 카툰은 태위 고하이를 불러내 수면제를 탄 음료를 먹이고, 고하이 태위가 저지른 강간으로 가장해 니굴세그치 칸에게 읍소했다. 나중에 정신을 차리고 사태를 깨달은 고하이 태위는 말을 타고 도망쳤지만, 니굴세그치 칸에게 따라잡혀 살해되었다.
니굴세그치 칸이 고하이 태위의 피부를 벗겨 올제이투 비자에게 가자 그녀는 피부 지방을 핥으며 일련의 사건은 고하이 태위에 대한 복수를 실행하기 위해 자신이 행한 모략이었다고 실토하며 마음대로 하라고 말했다. 그러나 올제이투 카툰의 미색에 빠져 있었던 니굴세그치 칸은 카툰을 처벌할 수 없었으며, 스스로 부당하게 고하이 태위를 죽여 버렸다고 반성하고는 살해당한 고하이 태위의 아들 바툴라(마흐무드)를 승상으로 임명하고, 자신의 딸 사무르 공주를 시집보내며 드르븡 오이라트(Durvun Oirad, 4개의 오이라트 부족)를 이끌도록 했다.
바툴라 칭상은 그의 아버지 고하이 태위가 엘베그 칸에게 개인적인 봉사를하고 울제이투 카툰을 소유하는 것을 도왔다는 사실에 대해 상을 받았다. 그러나 바툴라는 자신의 아버지 고하이 태위가 살해당한 일에 분개했다.

### 정변과 암살
그 무렵 오이라트의 토르구트부 수장 노얀 우게치 카스하는 고하이가 살해당한 것과 그 아들을 마음대로 승상으로 임명하며 오이라트를 이끌게 한 니굴세그치 칸의 행위에 분노했다. 나중에 숨겨진 진실을 알게 된 바툴라 승상(칭상) 또한 니굴세그치 칸을 원망하게 되었다. 우게치 카스카는 명나라의 지원을 얻어냈다. 니굴세그치 칸은 바툴라(마흐무드) 칭상과 상담하여 우게치 카스카를 죽이려고 했지만, 대칸의 정실이었던 코베군테이 대카툰에 의해 먼저 우게치 카스카에게 음모가 알려졌기 때문에 즉시 출진한 우게치 카스하에 의해 니굴세그치 칸이 시해당했다. 엘베그 칸은 1399년에 암살되었으며, 사망 날짜는 미상이다.
알탄 톱치에 의하면 오이라트부의 바툴라 칭상이 엘베그 칸을 암살했다고 한다. 알탄 톱치에는 그의 잘못된 행동이 몽골 사회에 해를 끼쳤다는 평을 남겼다. 이후 우게치 카스하는 올제이투 카툰을 차지하고, 몽골 부족의 대부분을 지배하에 넣었다. 이후 오이라트는 몽골의 영향력에서 벗어나 자립했다. 고대의 몽골인들은 세 마리의 동물을 죽이는 것을 금지하는 습속이 있었다. 여기에는 사슴, 늑대 및 토끼가 포함된다. 그런데 그는 토끼를 사냥하는 죄를 범했다는 전설이 있다. 알탄 톱치의 다른 기록에 의하면 1399년 군 테무르 토고간 칸이 그를 살해하고 몽골의 대칸으로 즉위했다 한다.
1404년 루이 곤살레스 데 클라비호는 티무르 제국의 수도 사마르칸트를 방문한 사마르칸트 여행기에서, 그가 포위된 뒤 어쩔수 없다는 판단을 하고, 천막에 불을 질러 부하들과 같이 자살했다는 기록을 남겼다.

### 사후
그의 통치 기간 동안 오이라트부 사람들은 공개적으로 보르지긴 황금씨족의 권위에 도전하기 시작했고, 명나라는 몽골의 변경을 침략했다. 고대 몽골에서는 사슴, 토끼, 늑대를 함부로 해치는 것을 금기시했다. 엘베그는 몽골인이 신성시하던 토끼를 죽인 일로 인심을 잃었다. 몽골인들은 그가 토끼를 함부로 죽인 일로 하늘의 벌을 받아 쫓겨났고 여겨졌다.
니굴세그치 칸의 사후 즉위한 사람은 아리크 부케 가문 혹은 쿠빌라이 가문이라는 설이 있는 군 테무르 칸이었으며, 군 테무르 칸을 후원한 것은 우게치 카스하였다. 또한 이 정변에 따라 부냐시리 울제이테무르는 몽골고원을 벗어나 중앙 아시아의 티무르 제국 사마르칸트로 망명, 티무르 제국 티무르의 비호 하에 생활하였다.
투메드부 출신 몽골 역사가였던 사강 세첸(Саган сэцэний)은 엘베그 칸은 자신의 잘못에 대해 책임을 졌다는 평가를 내렸다.

## 가계
델베그 칸은 그의 아들 부냐시리 울제이테무르 칸의 아들로 본다. 그런데 일설에는 델베그 칸도 그의 아들이라는 설이 있다.
- 코베군테이 황후(库伯衮岱)
  - 아들 : 군 테무르 토코간 칸(1377 ~ 1402)
  - 아들 : 부냐시리 울제이테무르 칸(1378/1379/1384 ~ 1412)
  - 딸 : 사무르 공주(Самур), 에센 타이시의 할머니
  - 이름 미상의 딸 1명

## 같이 보기
- 오이라트 4부
- 이수데르 조리그투 칸

| 전임 엥크 칸 | 제21대 몽골 제국 대칸 1394년 - 1399년 | 후임 군 테무르 토고간 칸 |

| 전임 엥크 칸 | 제6대 북원 황제 1394년 - 1399년 | 후임 군 테무르 토고간 칸 |